# هدف القرن

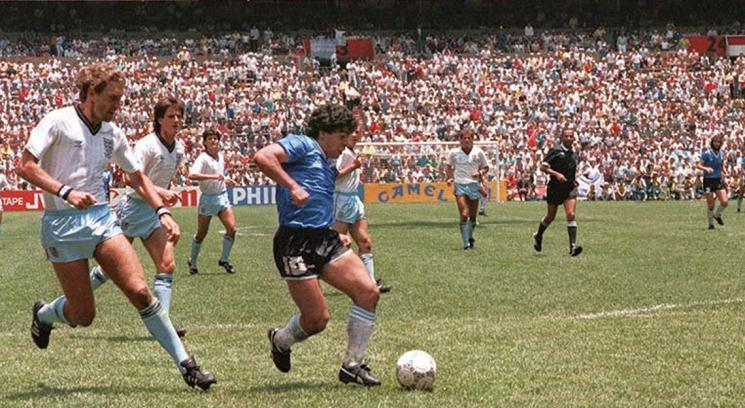
مارادونا لحظة تسجيله الهدف الثاني للأرجنتين ضد إنجلترا في كأس العالم 1986 في المكسيك (هدف القرن).

هدف القرن ويُعرف أيضاً بـ أفضل هدف في تاريخ كأس العالم، كانت جائزة تهدى من قبل الفيفا لأروع عشرة أهداف سجلت في تاريخ نهائيات كأس العالم. ويتم التقرير للأهداف بواسطة تصويت على موقع الفيفا، كجزء من التغطية لبطولة كاس العالم 2002 في اليابان.
أفضل هدف كان لمارادونا، وهو ثاني هدف سجله في مباراة ربع نهائي كأس العالم 1986 لصالح منتخبه الأرجنتيني ضد المنتخب الإنجليزي في 22 يونيو 1986، في ملعب إستادو أزاتيكا في مدينة مكسيكو سيتي، وقد تم تسجيل الهدف بعد تسجيل مارادونا هدف يد الله الشهير الذي سجله بيده.

## قائمة أفضل 10
أفضل عشرة أهادف في تاريخ نهائيات كأس العالم حسب التصويت، كالتالي:
| #  | اللاعب        | مع        | ضد            | كأس العالم | الأصوات | ملاحظات                                  |
| -- | ------------- | --------- | ------------- | ---------- | ------- | ---------------------------------------- |
| 1  | مارادونا      | الأرجنتين | إنجلترا       | 1986       | 18,062  | جري من مسافة 60 متر                      |
| 2  | مايكل أوين    | إنجلترا   | الأرجنتين     | 1998       | 10,631  | جري من مسافة 50 متر                      |
| 3  | بيليه         | البرازيل  | السويد        | 1958       | 9,880   | هدف في الركن البعيد للحارس               |
| 4  | مارادونا      | الأرجنتين | بلجيكا        | 1986       | 9,642   | ركلة من زاوية صعبة وفي وضعية غير متوازنة |
| 5  | جورجي هاجي    | رومانيا   | كولومبيا      | 1994       | 9,297   | رمي الكرة ببطء على أعلى الحارس (لوب)     |
| 6  | سعيد العويران | السعودية  | بلجيكا        | 1994       | 6,756   | جري من مسافة 70 متر                      |
| 7  | روبرتو باجيو  | إيطاليا   | تشيكوسلوفاكيا | 1990       | 6,694   | جري من مسافة 50 متر                      |
| 8  | كارلوس ألبرتو | البرازيل  | إيطاليا       | 1970       | 5,388   | ركلة قوية على الركن البعيد للحارس        |
| 9  | لوثار ماثيوس  | ألمانيا   | يوغوسلافيا    | 1990       | 4,191   | ركلة قوية على عمق الزاوية في للشبك       |
| 10 | إنزو سكيفو    | بلجيكا    | الأوروغواي    | 1990       | 2,935   | ركلة قوية من على بعد 30 ياردة            |

## وصلات خارجية
- من البي بي سي